# 激光测距仪

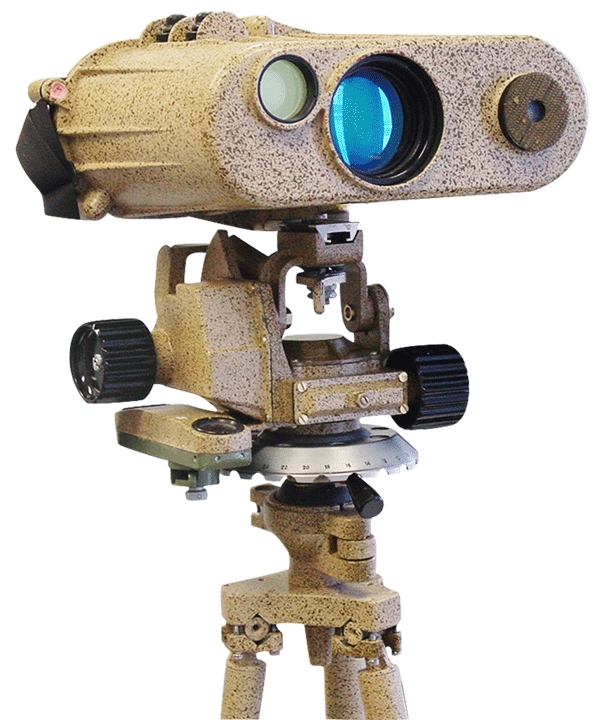
由加拿大Newcon公司生產的LRB20000軍用激光测距仪，最遠可測達20公里

激光测距仪（英語：Laser rangefinder）是一种利用激光束测定距离的仪器。
其基本原理是，向待测距的物体发射激光脉冲并开始计时，接收到反射光时停止计时。这段时间即可以转换为激光器与目标之间的距离。
激光测距仪也可以发射多次激光脉冲，通过多普勒效应来确定物体是在远离还是在接近光源。
由于光速太快，这种仪器在测量近距离时并不准确。在需要小于毫米级别的高精度测距时，三角测量法更为适宜。

## 雷射脈衝
可以對脈衝進行編碼以減少測距儀故障的機會。可以使用多普勒效應，觀察接受到波的頻率與波源發出的頻率並不相同的現象，以判斷物體是在靠近還是遠離測距儀，并可觀測其移動速度。

## 精度和誤差範圍
儀器的精度取決於激光脈衝的上升或下降時間和接收器的速度。使用非常短的激光脈衝和優良的探測器的探測器可以將精度和誤差範圍縮小到數毫米之內。但因爲大氣存在光的扭曲現象與激光本身因爲光學極限引致的的發散，可能會導致難以準確讀取物體的距離，例如：一些樹下或灌木叢後面。即使在開闊和無遮擋的沙漠地形中，超過1公里的長距離因爲空氣密度的不同仍有可能發生有關現象。因此激光測距的極限最多在1000之左右
一些激光可能會從比目標物體更近的其他干擾源上反射回來，例如道路測量途中的樹葉等，導致過早反射和讀數過低。或者，在超過 1200 英尺（365 米）的距離上，如果靠近地球地面，目標可能會消失在海市蜃樓效應中，這是由靠近加熱表面的空氣中的溫度梯度引起的，使激光彎曲。所有這些影響都必須考慮在內才能獲得精確的讀數。

## 計算與公式
A、B两点距离由下列式子给出：
{\displaystyle D={\frac {ct}{2}}}
D距離c是光速，t是A和B之間往返的時間量。
{\displaystyle t={\frac {\varphi }{\omega }}}
其中φ是光傳播產生的相位延遲，ω是光波的角頻率。
然後用等式中的值代替：
{\displaystyle D={\frac {1}{2}}ct={\frac {1}{2}}{\frac {c\varphi }{\omega }}={\frac {c}{4\pi f}}(N\pi +\Delta \varphi )={\frac {\lambda }{4}}(N+\Delta N)}
在這個等式中，λ是波長c / f ; Δφ是不滿足π的相位延遲的一部分（即φ模數π）; Ñ是往返的波的整數倍半週期和Δ Ñ剩餘小數部分。

## 技術

### 時間差
時間差簡稱ToF，測量光脈衝到達目標並返回所需的時間。在已知光速和準確測量所用時間的情況下，可以計算得准確的距離，當有許多光依照順序性發射，會使用平均時間作為準確時間。該技術需要非常精確的亞納秒計時電路。

### 多頻相移
多頻相移（英語：Multiple frequency phase-shift）- 測量多個反射頻率的相位移，並將其帶入特定方程式以計算。

### 干涉測量術
干涉測量術（英語：Interferometry） — 用來測量距離變化的技術，是目前最準確有用的技術。

## 應用

### 軍事

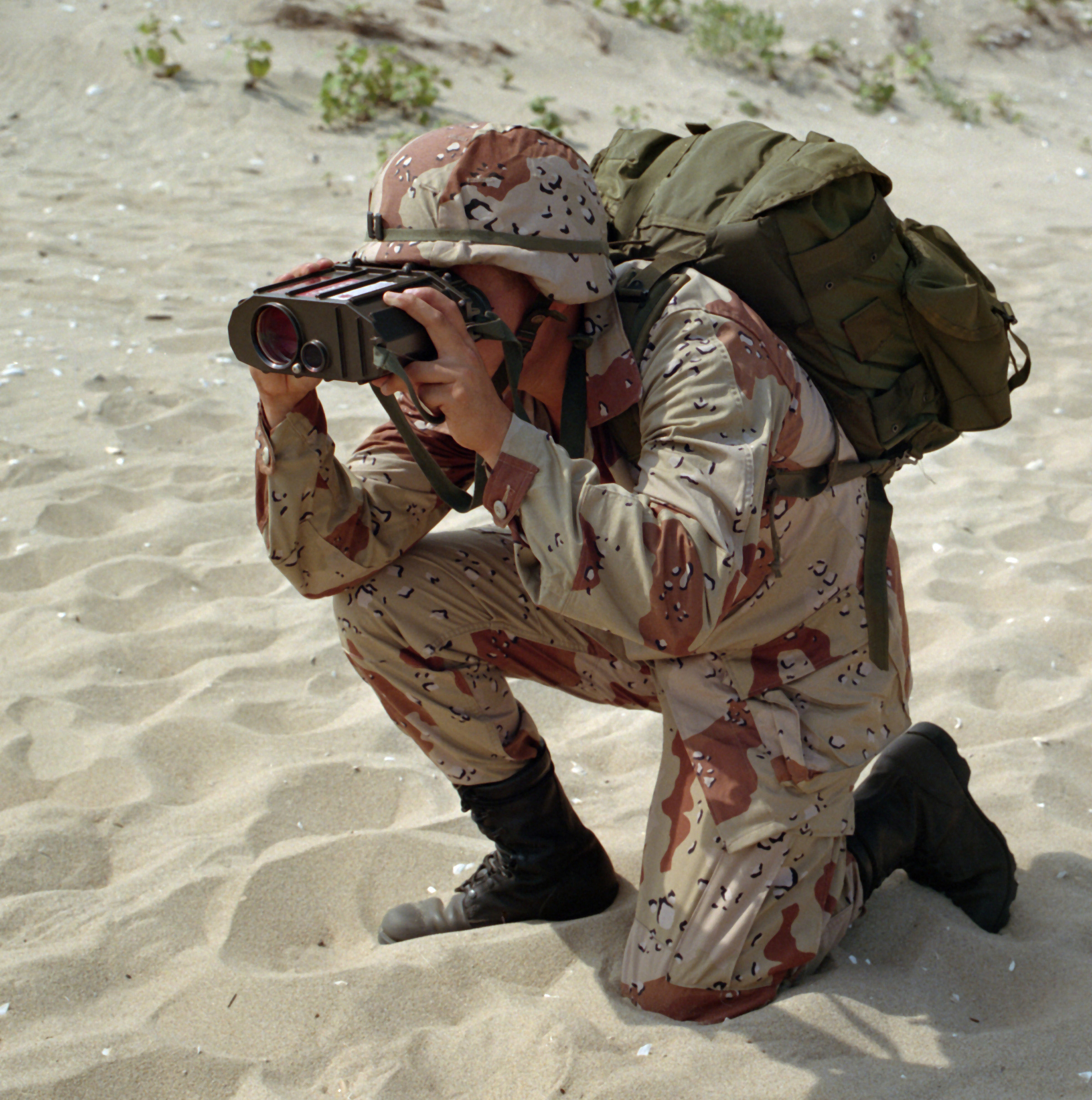
一名美國士兵手持 GVS-5 激光測距儀

測距儀可提供狙擊手和大砲對目標的精確距離以計算提前量及誤差。它們也可用於軍事偵察和工程，例如測繪地形等。
手持式軍用測距儀的工作範圍為2 公里至25公里，並與雙筒望遠鏡或單筒望遠鏡結合使用。當測距儀配備電子指南針（DMC）和傾角儀時，它能夠提供目標的磁方位角、傾角和高度（長度）。一些測距儀還可以測量目標相對使用者的移動速度。某些型號亦會具有有線或無線接口，以將測量數據傳輸到其他設備，如火控雷達。亦會可以使用附加的夜視模塊增強夜視能力。大多數手持測距儀使用可充電電池。

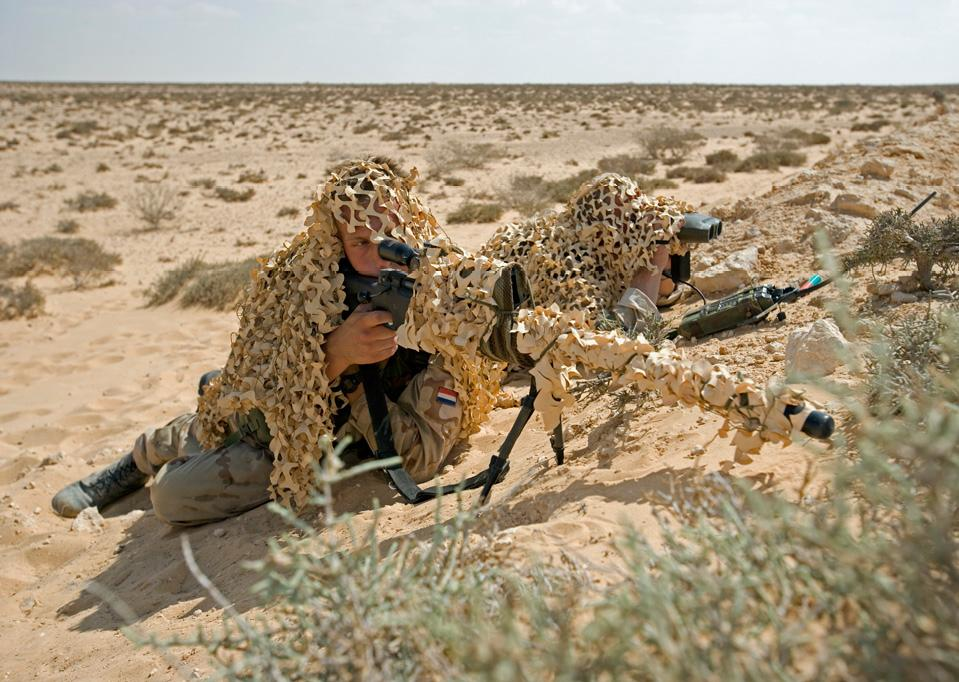
荷蘭ISAF狙擊小組展示了他們的Accuracy International AWSM .338 Lapua Magnum 步槍和 VECTOR IV Leica/Vectronix 激光測距雙筒望遠鏡

除單兵测距仪外，更強大的測距儀型號測量通常安裝在三腳架上或直接安裝在車輛或槍支平台上，可用測量距離可達 25 公里。在車輛平臺上安裝的版本通常會測距儀模塊與機載熱成像、夜視和日間觀察設備集成在一起。
為了使激光測距儀和激光制導武器對軍事目標的作用降低，各國軍方都有研發吸收各種波長的塗料以令测距仪和利達失去作用，因此很難使用激光測距儀測量與他們的距離。

### 3D建模
激光測距儀廣泛用於3D對象識別、3D對象建模和各種計算機視覺相關領域。被用在識別三維物體，建模，與多種計算機視覺判別相關領域。此技術形時間差三維掃描器的核心，通過測量和計算，可以精準得出三維物體模型。相較於軍事等級的測距儀，在單向或360度的模式中，一般的雷射測距儀也提供高精準度掃描能力。
目前已開發出許多演算法來合併單一物體從多個角度測得的範圍數據，並以盡可能小的誤差生成完整三維模型。雷射測距儀相比起其他計算機視覺領域的優勢之一是，不需提供兩個有關聯的圖像來提供立體方法中的深度資訊。
透過使用雷射測距儀，計算機視覺判別技術可以有0.1毫米以下的深度分辨率。

### 林業
在林業中，是使用特殊的雷射測距儀，該測距儀裝備有防葉過濾器並與反射鏡一起使用。雷射光只會從該反射鏡反射，因此可以確保距離測量的準確性。此種測距儀可用於森林清點(forest inventory)

### 運動
雷射測距儀可有效應用在需要精準測距的運動，像是高爾夫，打獵，射箭。許多測距離具有角度範圍補償(ARC:angle range compensation)，多距離能力，斜率計算，JOLT(計算目標被鎖定的震動)，Pin-seeking。角度範圍補償可以用步槍法來計算，但在野外打獵時，使用測距儀進行測量則較為容易方便。在高爾夫中時間是相當重要的，雷射測距儀可以快速有效的測量球到旗子的距離。美東的許多獵人不常用測距儀，但美西獵人需要測距儀，因為狩獵的空間較大，須測量的距離較長。

### 工業生產過程
在鋼鐵產業庫存管理系統與生產的自動化過程中所使用。

### 雷射測量儀器
1993年在法國推出徠卡測量系統，該系統使用雷射測距儀取代傳統捲尺，並將此投入建築、裝修等產業。傳統上，要用捲尺房間類的大型物體或空間，需要由一個人將捲尺固定在牆的一端，另一個人拉伸捲尺直線到牆的另一端。若使用雷射測量工具，只需要一名操作員即可完成測量工作。測量建築物或樹木等高大物體時，亦可用激光测距仪以畢氏定理測量其高度。單次測量上捲尺可能較為精準，但雷射測量工具可以經由多次測量並校正而提升精準度。另外，雷射測量工具具有簡單的計算能力，可計算面積或體積，以及公制、英制等單位上的轉換。這一類產品可以在實體商店或線上商店購得。

## 價格
取決於雷射測距儀的品質與用途，它的價格會有所不同。軍事等級的測距儀，在使用上需要非常精確且使用距離必須很遠，因此造價可能會超過數十萬美元。而在民用產業中，像是打獵或高爾夫領域，測距儀的價格則會較實惠。

## 安全性
雷射測距儀的安全等級被分為四個主等級與數個次等級，用於消費者的測距儀通常為主等級一或二，並認為是相對安全的。而大多數軍事用的測距儀的能量等級超過主等級二。但無論安全等級為何，都應避免直接照射到眼睛。